# Enfrågeparti
Ett enfrågeparti är ett politiskt parti som bara driver en fråga. Ofta saknar enfrågepartiet helt en ideologisk grund och konsekvent politik utanför denna enda fråga.